# Jon Ronson
Jon Ronson (Cardiff, 10 maggio 1967) è un giornalista, scrittore e sceneggiatore britannico.
È considerato uno dei giornalisti britannici più versatili, includendo tra le sue attività quella di documentarista, produttore radiofonico, presentatore, regista.
Tra i suoi scritti figura il libro Capre di Guerra, adattato a film, col titolo L'uomo che fissa le capre, nel 2009 per la regia di Grant Heslov. Scrive per riviste e giornali, tra cui The Guardian, City Life e Time Out. Ha prodotto diversi documentari per la televisione, incluse due serie per il canale britannico Channel 4.

## Biografia
Nato a Cardiff, nel Galles, Ronson è di estrazione ebraica, ha frequentato la Cardiff High School, si è laureato in Studi della Comunicazione presso l'Università di Westminster, è un rinomato sostenitore della Associazione umanistica britannica. È sposato con Elaine Patterson.

### Opere
Il primo libro di Jon Ronson, Clubbed Class, è stato pubblicato nel 1994 ed è un diario di viaggio nel quale riesce sotto false spoglie ad entrare nell'alta società jet set, alla ricerca della vacanza più bella del mondo.
Il suo secondo libro, Them: Adventures with Extremists (Loro: i padroni segreti del mondo), è stato pubblicato nel 2001 (in ital 2005) è riporta le proprie esperienze con persone reputate estremiste. Tra i soggetti del libro figurano David Icke, Randy Weaver, Omar Bakri Muhammad, Ian Paisley, Alex Jones e Thom Robb, direttore nazionale del Ku Klux Klan. Ronson segue inoltre le investigazioni indipendenti di gruppi segreti come il Gruppo Bilderberg. Narra anche dei tentativi di Ronson di infiltrare la leggendaria "cabala oscura" che, affermano i teorici del complotto, vuole dominare il mondo. Il libro, diventato un bestseller, è stato descritto da Louis Theroux come "un'avventura picaresca divertente e avvincente attraverso un mondo oscuramente paranoico."
Il terzo libro di Ronson, trasposto in film nel 2009, The Men Who Stare at Goats (L'uomo che fissa le capre / Capre di guerra), tratta degli incredibili paradossi dell'unità segreta New Age dell'esercito statunitense, chiamata "First Earth Battalion" (Primo Battaglione Terrestre). La parte più disturbante è quando descrive come le idee di questa unità si trasformarono attraverso gli anni ad influenzare le tecniche di interrogatorio di Guantanamo Bay. Nel film omonimo del 2009 la parte di Ronson viene interpretata dall'attore Ewan McGregor sullo sfondo fittizio di un viaggio in Iraq.
Il quarto libro di Ronson, Out of the Ordinary: True Tales of Everyday Craziness, è stato pubblicato da Picador e Guardian Books nel novembre 2006. È una collezione di articoli scritti da Ronson principalmente sulla sua vita domestica. Il volume gemello, What I Do: More True Tales of Everyday Craziness, è stato pubblicato l'anno successivo, in novembre 2007.
The Psychopath Test: A Journey Through the Madness Industry è il quinto libro di Ronson, pubblicato nel 2011. In esso, l'autore esplora la natura del comportamento psicopatico, imparando inoltre ad usare il "Test Psicopatico Hare" per identificare gli psicopatici, ed investigandone l'affidabilità. Intervista persone in istituti per i malati mentali criminali e anche psicopatici potenziali in società multinazionali.
Lost at Sea: The Jon Ronson Mysteries è il sesto libro di Ronson, pubblicato nel 2012.
Settimo, in marzo 2015 è uscito il suo So You've Been Publicly Shamed, un libro su casi di svergognamento pubblico, specie quelli provocati attraverso l'uso di reti sociali come Twitter, Facebook, blog e altri servizi web. Con tali mezzi mediatici, anche persone famose che esprimono opinioni troppo radicali, menzognere, razziste, estremiste o sociopatiche usando uno di questi servizi, vengono quasi immediatamente esposti al pubblico ludibrio e svergognati apertamente da migliaia di utenti in ascolto: "Twitter è la gogna del XXI secolo, dove chi erra e sconfina dal conformismo sociomediale viene subitaneamente punito e "fustigato" in pubblico, messo alla berlina. Lo svergognamento viene pertanto usato come una forma di controllo sociale."

### Documentari
- The Ronson Mission (1994) BBC2

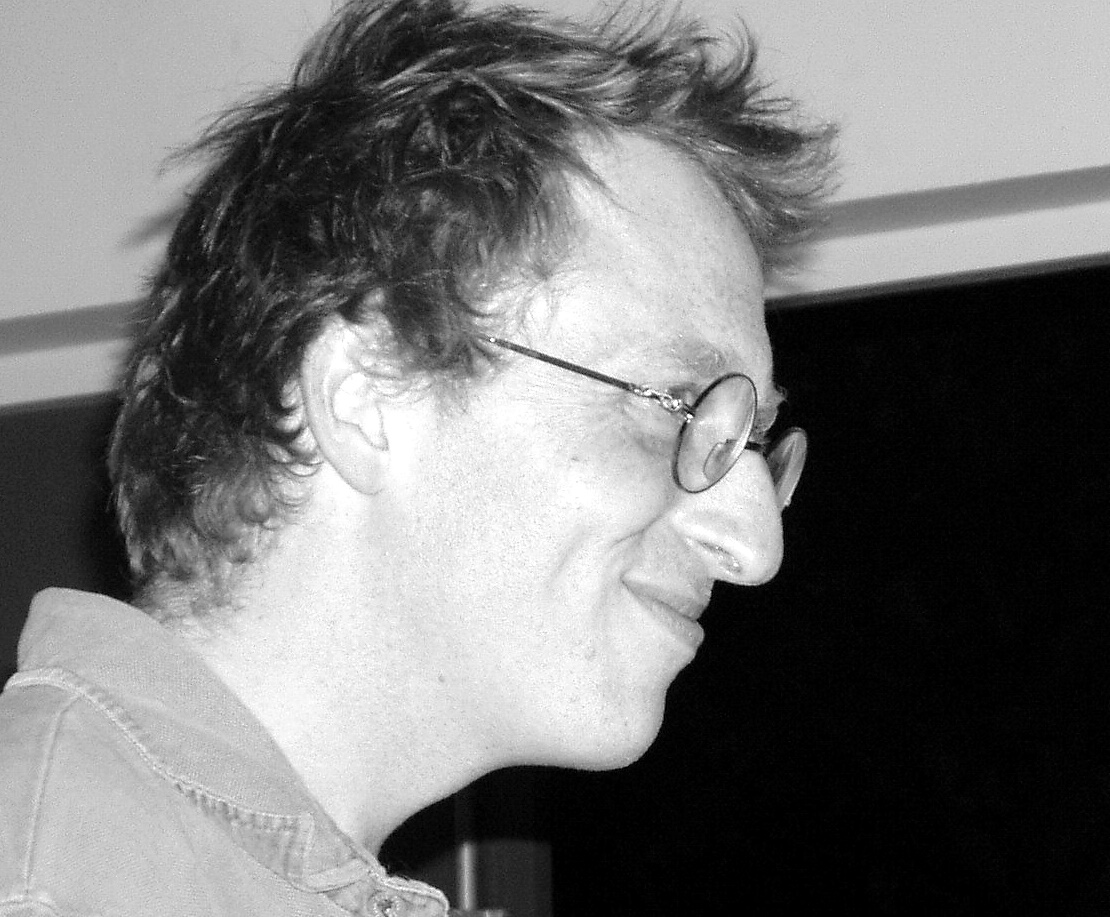
Jon Ronson al Festival Humber Mouth, 2006

- New York To California: A Great British Odyssey (1996) Channel 4
- Hotel Auschwitz (1996) BBC Radio 4
- Tottenham Ayatollah (1997) Channel 4
- Critical Condition (1997) Channel 4
- Dr Paisley, I Presume (1998) Channel 4
- New Klan (1999) Channel 4
- Secret Rulers of the World (2001) Channel 4
- The Double Life of Jonathan King (2002) Channel 4
- Kidneys for Jesus (2003) Channel 4
- I Am, Unfortunately, Randy Newman (2004) Channel 4
- Crazy Rulers of the World (2004) Channel 4
- Death in Santaland (2007) More 4, su un complotto di massacro scolastico nella città-parco di Babbo Natale al Polo Nord in Alaska.
- Reverend Death (2008) Channel 4, su George Exoo, promotore dell'eutanasia.[17][18]
- Stanley Kubrick's Boxes (2008)
- Revelations (2009)
- Escape and Control (2011)[19]
- Frank, diretto da Lenny Abrahamson, sceneggiatura di Jon Ronson.[20]

### Radio
La principale produzione radiofonica di Ronson è il programma della BBC Radio 4, intitolato Jon Ronson on... Il programma è stato nominato quattro volte per il Premio Sony. In agosto 2008, Radio 4 ha trasmesso "Robbie Williams and Jon Ronson Journey to the Other Side'", documentario di Ronson sulla passione del cantante pop per gli UFO ed il paranormale.
Ronson contribuisce a Public Radio International negli Stati Uniti, in particolare al programma This American Life.

### Musica
Alla fine degli anni 1980, Ronson sostituì temporaneamente Mark Radcliffe come tastierista per il gruppo Frank Sidebottom.
Ronson è stato inoltre il responsabile del gruppo indie di Manchester, Man From Delmonte.

### Televisione
Ronson ha presentato alla fine degli anni 1990 il talk show: "For The Love Of...", dove ogni settimana intervistava un gruppo di ospiti ed esperti su vari fenomeni e "teorie di complotto".

### Film
Ronson ha venduto i diritti d'autore per il film The Men Who Stare at Goats che uscì nel 2009 come "commedia di guerra", diretto da Grant Heslov e sceneggiato da Peter Straughan. Secondo il commentario-DVD di Ronson, il personaggio del giornalista Bob Wilton (Ewan McGregor) affronta esperienze a volte simili a quelle narrate dal libro. Comunque, a differenza di Ronson, Wilton è un americano di Ann Arbor e si reca in Iraq, fatto non contemplato dal libro. Mentre Ronson si trovava sul set durante le riprese del film, venne invitato a partecipare alla sceneggiatura insieme a Straughan.

## Pubblicazioni
| Data pubblicazione | Titolo | Informazioni editoriali |
| ------------------ | --- | --- |
| 27 ottobre 1994    | Clubbed Class | Pavilion Books Ltd, ISBN 1-85793-320-6 |
| 6 aprile 2001      | Them: Adventures with Extremists (Loro: i padroni segreti del mondo)                                                         | Picador, brossura, 2001, ISBN 0-330-37545-8 Simon & Schuster, 2002, ISBN 0-7432-2707-7 Simon & Schuster, paperback, 1 January 2003, ISBN 0-7432-3321-2 (IT) Fazi, 2005, ISBN 978-88-8112-641-5 |
| 19 novembre 2004   | The Men Who Stare at Goats (L'uomo che fissa le capre / Capre di guerra)                                                     | Picador, brossura, ISBN 0-330-37547-4 (IT) Arcana, 2005, ISBN 978-88-7966-393-9 (IT) Einaudi, 2009, ISBN 978-88-06-19921-0                                                                     |
| 3 novembre 2006    | Out of the Ordinary: True Tales of Everyday Craziness                                                                        | Picador/Guardian Books, paperback, ISBN 0-330-44832-3 |
| 2 novembre 2007    | What I Do: More True Tales Of Everyday Craziness                                                                             | Picador/Guardian Books, paperback, ISBN 978-0-330-45373-8 |
| 12 maggio 2011     | The Psychopath Test: A Journey Through the Madness Industry (Psicopatici al potere. Viaggio nel cuore oscuro dell'ambizione) | Riverhead Books, ISBN 978-1-59448-801-6 (IT) Codice edizioni, ISBN 978-88-7578-362-4 |
| 30 ottobre 2012    | Lost at Sea: The Jon Ronson Mysteries                                                                                        | Penguin Group, ISBN 978-1-59463-137-5 |
| 9 marzo 2015       | So You've Been Publicly Shamed (I giustizieri della rete)                                                                    | Picador brossura, 2015, ISBN 978-0-330-49228-7 |